# Ma femme, la capitaine
Pour plus de détails, voir Fiche technique et Distribution.
Ma femme, la capitaine (Suddenly, It's Spring) est un film américain en noir et blanc réalisé par Mitchell Leisen, sorti en 1947.

## Synopsis
À la fin de la guerre, une WAC démobilisée rentre chez elle et s'aperçoit qu'elle aime toujours on mari dont elle s'était séparée peu avant la guerre. Entre-temps, le mari s'est trouvé une autre femme qu'il compte épouser dès que sa femme aura signé les papiers du divorce. Son épouse fait alors tout pour retarder la signature et reconquérir son mari..

## Fiche technique
- Titre français : Ma femme, la capitaine
- Titre original : Suddenly, It's Spring
- Réalisation : Mitchell Leisen
- Scénario : P.J. Wolfson et Claude Binyon d'après une histoire de P.J. Wolfson
- Production : Claude Binyon
- Société de production et de distribution : Paramount Pictures
- Musique : Victor Young
- Photographie : Daniel L. Fapp
- Montage : Alma Macrorie
- Direction artistique : Hans Dreier et John Meehan
- Décorateur de plateau : Sam Comer et Grace Gregory
- Costumes : Mary Kay Dodson
- Pays d'origine : États-Unis
- Langue : anglais
- Format : noir & blanc - 35 mm - 1,37:1 - Son : Mono (Western Electric Recording)
- Genre : Comédie romantique
- Durée : 87 min
- Dates de sortie : 
  - États-Unis : 13 février 1947
  - France : 16 avril 1948

## Distribution
- Paulette Goddard : Mary Morely
- Fred MacMurray : Peter Morely
- Macdonald Carey : Jack Lindsay
- Arleen Whelan : Gloria Fay
- Lillian Fontaine : la mère de Mary
- Frank Faylen : Harold Michaels
- Frances Robinson : WAC capitaine Rogers
- Victoria Horne : WAC lieutenant Billings
- Georgia Backus : WAC major Cheever
- Jean Ruth : WAC caporal Michaels
- Roberta Jonay : WAC sergent
- Willie Best : Portier

## Source
- Ma femme, la capitaine et l'affiche française du film sur EncycloCiné